# Steve Piper
Stephen Paul „Steve“ Piper (* 2. November 1953 in Brighton; † Dezember 2017 ebenda) war ein englischer Fußballspieler, der in den 1970ern für Brighton & Hove Albion und den FC Portsmouth in den unterklassigen Spielklassen der Football League spielte.

## Karriere
Piper besuchte die Longhill School in Rottingdean und war als Schüler Auswahlspieler für Brighton und Sussex und nahm auch an einem Auswahlspiel für die englische Schülernationalmannschaft teil. Nachdem er bereits für die Jugendmannschaft von Brighton & Hove Albion gespielt hatte, erhielt er im September 1972 seinen ersten Profivertrag. Seinem Pflichtspieldebüt in der Second Division im November 1972 (0:1 gegen den FC Burnley), folgten in seiner ersten Saison neun weitere Einsätze, in denen aber nur ein Sieg gelang. Für Brighton & Hove Albion stand am Saisonende als Tabellenletzter der Abstieg in die Third Division, in der man zunächst unter Brian Clough und dann unter Peter Taylor zwei Spielzeiten um den Klassenerhalt kämpfte. Derweil hatte sich Piper zu einem festen Bestandteil der Mannschaft entwickelt und kam zumeist als Innenverteidiger oder rechter Außenverteidiger zum Einsatz.
1976 wurde Piper vom neuen Trainer Alan Mullery ins Mittelfeld vorgezogen, wo er als Balleroberer glänzte und alle 46 Ligaspiele (4 Tore) der Saison 1976/77 bestritt, als Brighton als Tabellenzweiter die Rückkehr in die Second Division gelang. Auch dort war er zu Saisonbeginn gesetzt und erzielte drei Treffer in 15 Partien, bevor die Verpflichtung von Paul Clark sein Ende bei Brighton einläutete. Auf eigenen Wunsch ließ er sich auf die Transferliste setzen und im Februar 1978 verpflichtete der nahegelegene Drittligist FC Portsmouth Piper für eine Ablösesumme von £20.000. Portsmouth befand sich im Abstiegskampf und erst bei seinem zwölften Einsatz gelang der erste Sieg, der Klub stieg am Ende der Saison 1977/78 als Tabellenletzter in die Fourth Division ab. Dort gehörte er weiterhin zum Stammpersonal, bevor er im November 1978 in einem Spiel gegen den FC Darlington eine schwere Knieverletzung erlitt. Nach einer erfolgreichen Operation gab er sein Comeback in der Reservemannschaft von Portsmouth, dort brach die Verletzung aber erneut auf und beendete damit seine Profilaufbahn.
Im Non-League football war Piper in den folgenden Jahren noch für eine Vielzahl von Klubs in der lokalen Sussex County League aktiv und trat beim FC Worthing und bei Littlehampton Town als Assistenztrainer in Erscheinung. Seinen Lebensunterhalt verdiente er nach seiner Fußballerkarriere in der Versicherungsbranche.